# Pont Skarnsund

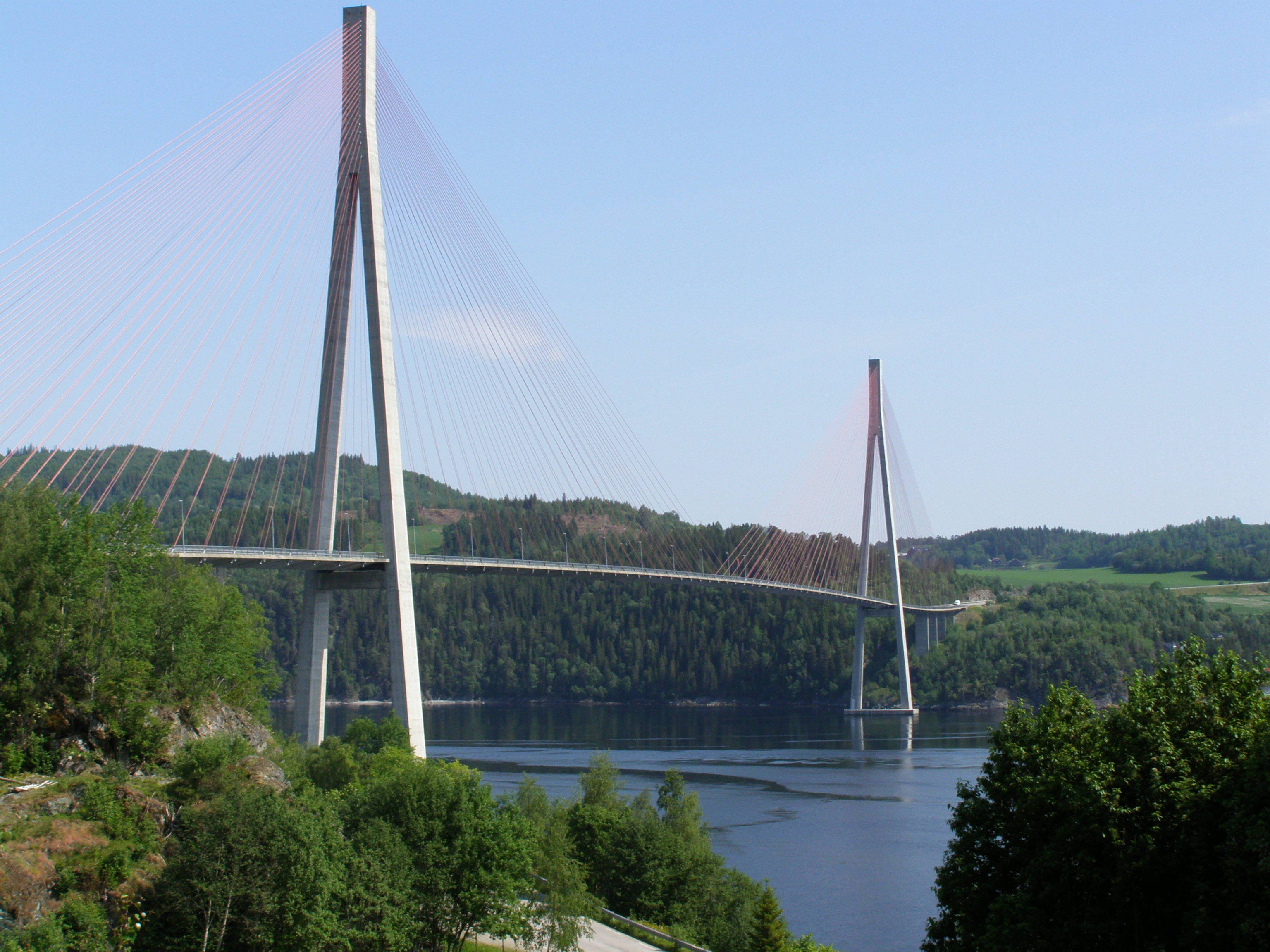
Le pont vu depuis la rive côté Mosvik.

Le pont Skarnsund (norvégien : Skarnsundet bru ou Skarnsundbrua) est un pont à haubans en béton de 1 010 mètres de long qui traverse le détroit Skarnsundet, dans la municipalité d'Inderøy, dans le comté de Trøndelag, en Norvège.
Quand il est achevé en 1991, il remplace la ligne de ferry entre Vangshylla (en) et Kjerringvik (en) et il donne aux communautés dans les municipalités de Mosvik et Leksvik un accès plus facile aux zones centrales d'Innherred. Le pont est le seul croisement routier du Trondheimsfjord et se trouve le long de la route de comté norvégienne 755 (en).